# Corrent estel·lar de Sagitari
En astronomia, el corrent de Sagitari és una estructura d'estrelles llarga i complexa que és enrotllada al voltant de la Via Làctia a una òrbita gairebé polar.
Es compon d'estrelles de la galàxia nana de Sagitari que es van separar per forces de marees resultat del procés de fusió amb la Via Làctia durant un milió de milions d'anys.

## Descoberta
El corrent sagitari va ser proposat per primera vegada el 1995 per Donald Lynden-Bell després d'analitzar la distribució de grups globulars a la Via Làctia. La seva estructura fou identificada específicament per Newberg i els seus col·laboradors el 2002, després per Majewski i els seus col·laboradors el 2003 mitjançant dades de les enquestes 2MASS i SDSS. Finalment, el 2006, Belokurov i els seus col·laboradors van identificar la presència, en el corrent estel·lar, de dues ramificacions que van designar "A" i "B". Es va estimar que s'hi troba a uns 15.000 pc (∼48.900 a.l.) de distància. Els diversos components identificats són el resultat de l'acció de les forces de les marees que s'han produït en diferents moments, a intervals inferiors a 3, 3-6,5 i superiors a 6.500 milions d'anys.

## Associació amb l'organització dels braços espirals
El triturat d'una gran quantitat d'estrelles intrusives al passat llunyà sembla que ha enviat oscil·lacions semblants a les ones a través de l'estructura dels braços espirals de la Via Làctia. L'efecte d'aquestes oscil·lacions encara s'observa avui dia, amb piles verticals de distribucions d'estrelles alternativament més denses i més escasses, tant per sobre com per sota del pla del sistema solar. Actualment, el corrent de Sagitari està situat en relació amb aquests nivells observats, de manera que la seva progenitora, la galàxia nana de Sagitari, és el candidat intrusiu més probable per explicar què ha creat aquesta pertorbació dels braços espirals.